# Książnice (województwo świętokrzyskie)
Książnice – wieś w Polsce położona w województwie świętokrzyskim, w powiecie buskim, w gminie Pacanów.
Prywatna wieś szlachecka, położona była w drugiej połowie XVI wieku w powiecie wiślickim województwa sandomierskiego. W latach 1975–1998 miejscowość położona była w województwie kieleckim. Posiadała kościół drewniany niewiadomej erekcji, który został w roku 1848 rozebrany i nabożeństwa przeniesione do Zborówka

## Części wsi
| SIMC    | Nazwa      | Rodzaj    |
| ------- | ---------- | --------- |
| 0258520 | Błonie     | część wsi |
| 0258537 | Poduchowne | część wsi |
| 0258543 | Zakobyle   | część wsi |

## Odkrycia archeologiczne
W 2007 r. Stanisław Wilk z Muzeum Karkonoskiego w Jeleniej Górze dokonał tu odkrycia nekropolii sprzed ok. 5 tysięcy lat. Wśród znalezionych przedmiotów jest wykonany z łopatki tura lub krowy kościany dysk, pokryty nacięciami i wgłębieniami. Ich układ tworzy czytelne wzory i linie. Najbardziej czytelny – okrąg z 29 wgłębieniami – nasuwa przypuszczenie, iż może to być ówczesny kalendarz księżycowy